# Фінес Ньюборн-молодший
Фі́нес Нью́борн-молодший (англ. Phineas Newborn Jr.; 14 грудня 1931, Вайтвілл, Теннессі — 26 травня 1989, Мемфіс, Теннессі) — американський джазовий піаніст.

## Біографія
Народився 14 грудня 1931 року у Вайтвіллі, штат Теннессі; син Фінеса Ньюборна і Рози Мерфі. Виріс у музичній родині; батько грав на барабанах в блюзових гуртах, а його молодший брат Келвін став джазовим гітаристом. Вчився грати на язичкових і мідних духових інструментах, а також на фортепіано. Грав у ритм-енд-блюзових гуртах в Мемфісі зі своїм батьком; записувався з Б. Б. Кінгом (1949) і Волтером Гортоном (1951). У 1950 і 1952 грав з Лайонелом Гемптоном і Віллісом Джексоном; у 1953—55 в армійському бенді.
У 1956 році переїхав в Нью-Йорку, де вперше почав виступати як джазовий музикант на Бейсін-стріт зі своїм братом Келвіном, Джорджем Джойнером (який пізніше став відомим як Джаміл Нассер) та Кенні Кларком. У 1956 році записав свій дебютний як соліст альбом Here Is Phineas на Atlantic (його брат Келвін також взяв участь у сесії, а Оскар Петтіфорд замінив Джойнера). У 1958 році грав дуетом з Чарльзом Мінгусом; записав з Мінгусом саундтрек до кінофільму Джона Кассаветіса «Тіні» (1959). Записувався з Оскаром Петтіфордом, Роєм Гейнсом (1958); як соліст на RCA Victor (1956—58). У 1958 і 1959 роках гастролював в Європі.
Його гру високо цінили Нет Гентофф, Ральф Глісон та інші критики, однак кар'єра пішла на спад у 1960-х роках в результаті психічної хвороби (афективного розладу) та алкоголізму. У 1960 році переїхав до Лос-Анджелесу, однак через особисті проблеми, які призвели до розірвання двох шлюбів, провів декілька років у лікарні. Періодично утримувався в психіатричній лікарні штату Каліфорнія в Камарільйо; коли почував себе добре, Ньюборн іноді виступав в околицях Лос-Анджелеса. У 1961 році записувався з Тедді Чарльзом і Говардом Макгі, випустив два альбоми в якості соліста (1961—62).
Зрідка записувався на лейблах Contemporary (1969), Atlantic (1969), Pablo (1976) і японському Philips (1977). У 1975 році виступив на першому джазовому концерті в Лос-Анджелесі Всесвітньої асоціації джазу. Через хвороби майже не займався музикою у 1980-х; у 1988 році у нього діагностували рак легень.
Помер 26 травня 1989 року в Мемфісі у віці 57 років. Похований на Мемфіському національному кладовищі. Ньюборн був віртуозним піаністом у традиціях Арта Тейтума і таких бібоперів як Бад Пауелл.

## Дискографія
- Here Is Phineas (Atlantic, 1956)
- Phineas' Rainbow (RCA Victor, 1956)
- While My Lady Sleeps (RCA Victor, 1957)
- Phineas Newborn Jr. Plays Harold Arlen's Music from Jamaica (RCA Victor, 1957)
- Fabulous Phineas (RCA Victor, 1958)
- Solo Piano (Atlantic, 1974)